# Révolution népalaise de 1990
La révolution népalaise de 1990 (népalais : २०४६ जनआन्दोलन ; romanisé : 2046 Jana Andolan) est un mouvement multipartite au Népal ayant fin à la monarchie absolue et marquant le début de la monarchie constitutionnelle. Il a également éliminé le système Panchayat (en).
Le mouvement a été marqué par l'unité entre les différents partis politiques. Non seulement divers partis communistes se sont regroupés au sein du Front de gauche uni (en) (ULF), mais ils ont également coopéré avec des partis tels que le Congrès népalais (NC). L'un des résultats de cette unité fut la formation du Parti communiste du Népal (marxiste-léniniste unifié).

## Contexte
Le Népal a connu un soulèvement civil en 1950-1951 (en), une démocratie parlementaire sous une monarchie constitutionnelle plutôt qu'absolue, mais la période constitutionnelle a rapidement pris fin après un coup d'État en 1960 mené par le roi Mahendra qui a conduit à l'interdiction des partis politiques et du pouvoir exécutif sur le pays, le cabinet et le parlement étant effectivement placés sous le pouvoir du monarque. Ce régime politique, connu sous le nom de système Panchayat, a persisté depuis,.

## Révolution
En 1989, deux groupes, le Congrès népalais, un groupe pro-communiste et le plus grand parti politique illégal du pays, et le Front de gauche uni, une coalition de partis communistes et de gauche, se sont associés pour lancer une campagne visant à instaurer une démocratie multipartite au Népal. Le Jana Andolan' (Mouvement populaire) a officiellement débuté le 18 février 1990, jour de la démocratie au Népal. Afin de bloquer le mouvement, le gouvernement a arrêté les dirigeants du NC et de l'ULF au niveau national et au niveau des districts le 17 février 1990 et a interdit tous les journaux d'opposition,.
Le roi a appelé la nation dans un discours radiophonique à s'unir avec la monarchie et à poursuivre les réformes démocratiques par les voies constitutionnelles. Fin février, la police a tiré sur une manifestation à Bhaktapur, tuant 12 personnes. Le mouvement est devenu de plus en plus important et dangereux alors que des milliers d'étudiants marchaient contre la police anti-émeute et que des centaines d'entre eux étaient arrêtés et blessés. Le mouvement a appelé à des bandhs (sorte de grève générale) qui se sont rapidement répandus dans tout le pays.
La communication entre les membres de l'opposition était interrompue et les dirigeants du palais étaient parfois absents, laissant les gouvernements locaux gérer les manifestations comme bon leur semblait. Certains ont même rejoint le mouvement en l'absence du gouvernement central. Ces protestations se sont intensifiées depuis la campagne jusqu'à atteindre la capitale, Katmandou. Après que l'armée ait tué des manifestants à Patan début avril, le mouvement a rassemblé quelque 200 000 personnes qui ont défilé pour protester contre la monarchie dans la capitale.
Pendant plusieurs jours, la police a abattu des dizaines de personnes alors que les manifestants bloquaient les rues, narguaient les policiers et faisaient défiler des drapeaux exigeant le rétablissement du système démocratique multipartite que le pays avait dans les années 1950. Au point culminant des manifestations, la population a encerclé les bâtiments gouvernementaux, exhortant le roi à accepter leurs demandes. À ce moment-là, de nombreux policiers n'ont pas pris contact avec les manifestants, mais ont vu certains manifestants détruire des biens gouvernementaux, tels que la voiture du Premier ministre et une statue du roi Mahendra, à la suite de quoi les dirigeants ont annulé les manifestations. Le 8 avril 1990, le roi a levé l'interdiction des partis politiques.
Le Mouvement populaire des années 1990 a rédigé la constitution qui est entrée en vigueur en novembre 1990. Cette constitution a forcé la monarchie du roi Birendra Bir Bikram Shah Dev à confier les décisions de gouvernement au peuple népalais. Grâce à des rassemblements et des protestations, le roi Birendra a été convaincu de faire respecter une nouvelle constitution du peuple et « identifie le peuple comme la source de la légitimité politique […] et des garanties des droits fondamentaux ». Désormais, les citoyens népalais âgés de 18 ans et plus peuvent voter. En raison des taux d'analphabétisme élevés, près de 40 % de la population, les partis politiques sont liés ou associés à des symboles. Par exemple, l'Arbre représente le Parti du Congrès népalais et le Soleil représente le Parti marxiste-léniniste unifié.
La construction de la constitution s'est heurtée à de nombreuses difficultés en raison du gouffre entre les élites et l'électeur type. Les dirigeants des partis les plus importants sont généralement des citoyens de la classe supérieure qui sont rarement concernés ou associés à la plus grande partie de la population népalaise, au sein de laquelle l'électeur type avait une forte probabilité d'être analphabète et fortement attaché à une ethnie. Cette grande disparité a accru la difficulté de créer un système utilisable qui permettrait aux responsables électoraux et aux citoyens népalais de créer un nouveau système, tout en conservant les traditions et les croyances concernant les castes.